# Nédon
Nédon é uma comuna francesa na região administrativa de Altos da França, no departamento de Pas-de-Calais. Estende-se por uma área de 4,89 km². Em 2010 a comuna tinha 154 habitantes (densidade: 31,5 hab./km²).